# Moux-en-Morvan
Moux-en-Morvan é uma comuna francesa na região administrativa de Borgonha-Franco-Condado, no departamento Nièvre. Estende-se por uma área de 41,33 km². Em 2010 a comuna tinha 535 habitantes (densidade: 12,9 hab./km²).